# The Course
The Course war ein House-Act aus dem Vereinigten Königreich und den Niederlanden, bestehend aus dem DJ und Produzenten Vincent Hendriks und den Sängerinnen Dewi Lopulalan und Irma Derb.

## Geschichte
Hendriks and Lopulalan trafen sich erstmals im Jahr 1990 an einer DJ-Mix-Meisterschaft in den Niederlanden. Als sie sich 1996 an selber Stelle wieder trafen, beschlossen sie  eine Zusammenarbeit.
Ende 1996 veröffentlichte die Gruppe ihre erste Single „Ready or Not“, ein Dance-Cover des Vorjahressongs von The Fugees. Der Song erreichte Platz 5 in den britischen Singlecharts im April und wurde zum ersten Hit der Band. Die Nachfolgesingle „Ain’t Nobody“ war ebenfalls erfolgreich und erreichte Platz 8 im Juli. Ihre dritte Single, „Best Love“, erreichte jedoch nur Platz 51 im Dezember und weitere Singles erreichten keine Chartplatzierungen mehr, was The Course zu einem „Two-Hit-Wonder“ machte. Nach ausbleibendem kommerziellem Erfolg nach den ersten zwei Singles trennte sich die Gruppe schließlich in den späten 90er-Jahren.

## Diskografie

### Alben
- 1998: The Course

### Singles
- 1996: Ready or Not
- 1997: Ain’t Nobody
- 1997: Best Love
- 1997: Ring My Bell (feat. Mondane)
- 1997: Ready or Not / Killing Me Softly
- 1998: Night to Remember
- 1998: Missing You (feat. Spyte)